# Strelna rana
Strelna rana ali strelna poškodba je oblika rane, ki jo je povzročil izstrelek iz orožja. Najpogostejše oblike strelnih poškodb izvirajo iz strelnega orožja, ki se uporablja v oboroženih spopadih, športnih, rekreacijskih in kriminalnih dejavnostih. Škoda je odvisna od tipa strelnega orožja, velikosti, hitrosti, vstopne točke in poti izstrelka. Zdravljenje lahko obsega opazovanje in lokalno oskrbo rane do nujnega kirurškega posega.

## Znaki in simptomi
Strelne rane se zelo razlikujejo glede na velikost in hitrost izstrelka, vstopne točke in glede na del telesa, ki je poškodovan. Te poškodbe so lahko še bolj smtronosne od drugih poškodb zaradi možne razdrobitve izstrelka pri zadetku.
Posledica strelne rane je pogosto huda krvavitev in z njo velika verjetnost za pojav hipervolemičnega šoka, stanja, ko je zaradi izgube krvi znatno zmanjšan dotok kisika za najpomembnejše telesne organe, kot so srce, pjuča in jetra. Izstrelek lahko tudi neposredno zadene te organe ali močno poškoduje živčni sistem.
Pogosti povzročitelji smrti pri strelnih ranah so krvavenje, hipoksija, ki jo povzroči pnevmotoraks, poškodbe srca in ožilja in poškodbe možganov ter živčnega sistema. Tudi strelne poškodbe, ki niso smtrno nevarne, lahko imajo dolgoročne škodljive posledice.